# Tockus leucomelas
Tockus leucomelas е южноафрикански вид птица представител на семейство Носорогови птици (Bucerotidae).

## Общи сведения
Тялото на птицата е с размери 40 – 60 cm. Притежава характерен голям извит клюн с жълт цвят и удебеление в горната си част при мъжките. Перата по корема са бели, по шията сиви, гърбът е черен с множество бели петна и ивици.

## Подвидове
- T. l. elegans
- T. l. leucomelas
- T. l. parvior

## Разпространение
Разпространена в район обхващащ страните Намибия, Ангола, Ботсвана, Малави, Мозамбик, ЮАР, Свазиленд, Замбия и Зимбабве.

## Начин на живот и хранене
Храни се основно на земята със семена на растения и малки насекоми, паяци и скорпиони. В сезона на засушаване се храни и с мравки и термити.

## Размножаване
Женската снася по 3 – 4 бели яйца. Мъти ги 25 дни. Около 45 дни след излюпването пиленцата израстват и са способни да напуснат гнездото.